# Тане Стойчев
Вижте пояснителната страница за други личности с името Тане войвода.
Тане Стойчев Клянджев, известен като Тане Горничевски, Тане Лерински, Тане Дзолев и Тане Грозни, е български революционер, войвода на Вътрешната македоно-одринска революционна организация в Леринско.

## Биография
Тане Стойчев е роден в леринското село Горничево, тогава в Османската империя. Влиза във ВМОРО и първоначално е куриер. Влиза в терористична група заедно с Христо Иванов – Майсторчето от Лерин, Геле и Петре Попови от село Търсие, Доре Минчев от село Горничево, Дзоле Стойчев от село Баница, Дине Клюсов от село Горно Върбени. В 1901 година, подгонен от властите бяга в София. През 1902 година Стойчев влиза в четата на полковник Янков и пристига в Леринско. След смъртта на Георги Папанчев става районен войвода в Леринско. 
През Илинденско-Преображенското въстание Тане Стойчев ръководи Леринския революционен район, заедно с Лечо Настев и Алексо Джорлев. В четата му влизат 250 души въоръжени с ловджийски пушки, такива система „Гра“ и брадви: 17 души от Церово с войвода Стефан Гошев, 42 души от Баница с Дзоле Стойчев и Нацо Кочев, 25 души от Горничево с Дине Ташеминов, 14 души от Борешница с Атанас Попов, 13 души от Росен, 50 души от Вощарани с Минче и Русе Ангеловски, 30 души от Пътеле с Васил Календжиев. След началото на въстанието прекъсват телеграфните жици между Лерин, Суровичево и Воден, нападат турски аскер в Пътеле и се отбраняват в Суровичево.
След въстанието е един от малкото войводи, които остават в Македония и допринася за възстановяването на дейността на организацията във Воденско и Леринско.
На 11 март 1905 година съединените чети на Тане Стойчев и Дзоле Стойчев (Атеш паша) дават голямо сражение на османските войски и башибозук при село Жерви (днес Зерви, Гърция), в което турците дават много жертви. Разярени от поражението турците изгарят цялото село Жерви, като от 45 къщи оцеляват едва 4, а 54 души са убити.
Тане войвода загива заедно с трима четници в сражение с османски войски в края на юни 1907 година между селата Чеган (днес Агиос Анастасиос, Гърция) и Горничево.